# 2009 au Danemark
| Années du Danemark : 2006 - 2007 - 2008 - 2009 - 2010 - 2011 - 2012    |
| Décennies du Danemark : 1970 - 1980 - 1990 - 2000 - 2010 - 2020 - 2030 |

Cet article traite des événements qui se sont produits durant l'année 2009 au Danemark.

## Gouvernements
- Monarque : Margrethe II

## Événements

### Janvier 2009
- 18 janvier : les principaux partis politiques approuvent une ligne de crédit de 100 milliards de couronnes (13,4 milliards d'euros) pour les banques du Danemark

### Février 2009
- 2 février : selon le Commissaire européen aux affaires économiques et monétaires, Joaquin Almunia, il existe une « forte possibilité » pour que le Royaume-Uni rejoigne la zone euro, et qu'il était également possible que d'autres pays comme la Suède ou le Danemark rejoignent la monnaie unique, mais sans avancer de date sur ces éventuelles futures adhésions. Il estime par ailleurs qu'il n'y avait « aucune chance » pour qu'un pays membre de la zone euro renonce à la monnaie unique

- 11 février : le constructeur d'éoliennes Vestas, no 1 mondial du secteur, présente des résultats en forte hausse pour 2008 grâce à l'excellente tenue de ses activités, se disant optimiste pour 2009. Le groupe a dégagé un bénéfice net en 2008 en hausse de 75,6 % à 511 millions d'euros sur un chiffre d'affaires en 2008 de 6,03 milliards d'euros en hausse de 24 % en glissement annuel. Le bénéfice d'exploitation de 2008 a grimpé de 50,8 % à 668 millions d'euros

- 18 février : le groupe de brasseries Carlsberg, 5e brasseur mondial, annonce des résultats de 2008 en nette hausse. Son bénéfice net a progressé de 14,5 % à 2,63 milliards de couronnes (353 millions d'euros) contre 2,29 milliards en 2007

- 27 février : selon le bureau national de la statistique, le Danemark est entré en récession au quatrième trimestre de 2008, avec une baisse de 2,0 % de son produit intérieur brut

### Mars 2009
- 11 mars : le Musée de l'érotisme de Copenhague, l'un des rares musées de l'érotisme en Europe, est déclaré en faillite après 15 ans d'activité et le refus récent de la mairie de la capitale danoise de lui accorder des subsides, car il ne renferme pas « des joyaux de la culture danoise »

- 25 mars : six Danois, accusés d'avoir enfreint l'« article 114B » de la loi sur le terrorisme, sont condamnés à de la prison ferme par la Cour suprême du Danemark pour avoir vendu des tee-shirts au profit des Forces armées révolutionnaires de Colombie et du Front populaire de libération de la Palestine, placées sur la liste des organisations terroristes de l'Union européenne. La législation danoise antiterroriste de 2002 interdit le financement direct ou indirect de mouvements terroristes[1]

### Avril 2009
- 5 avril : le premier ministre Anders Fogh Rasmussen démissionne après avoir été désigné la veille pour succéder à Jaap de Hoop Scheffer au poste de secrétaire général de l'OTAN

- 8 avril : l'association « Libre Presse » annonce mettre en vente, pour un prix unitaire de 250 dollars (188 euros), mille tirages d'une des caricatures du prophète Mahomet dessinée par Kurt Westergaard et publiée dans le quotidien danois Jyllands-Posten en septembre 2005 qui avait suscité la colère du monde musulman[2]

- 28 avril : le constructeur d'éoliennes Vestas, malgré une hausse de 70 % de son bénéfice net à 56 millions d'euros au 1er trimestre de 2009 annonce la suppression de 1 900 emplois en Europe du Nord, notamment au Danemark et en Grande-Bretagne, à cause « de surcapacités structurelles significatives » pour le marché européen. Fin 2008, le groupe employait 21 259 personnes[3]

### Mai 2009
- 31 mai : aux élections législatives du Groenland, le parti indépendantiste d'extrême gauche Inuit Ataqatigiit remporte une large victoire historique, détrônant les sociaux-démocrates du Siumut au pouvoir depuis 30 ans

### Juin 2009
- 7 juin : un référendum sur le changement de la Loi sur la succession est tenu

- 17 juin : trois soldats danois sont tués en Afghanistan. Le Danemark a perdu un total de 25 soldats au cours de la Guerre d'Afghanistan

- 21 juin : le Groenland assume le contrôle de ses forces de l'ordre, de ses affaires judiciaires et de ses ressources naturelles en vue de son indépendance du Royaume du Danemark. Le groenlandais devient la langue officielle

### Décembre 2009
- 12 décembre : la police détient 900 personnes après que des milliers de personnes se sont réunies à Copenhague pour demander plus d'actions sur le changement et le réchauffement climatiques de la part des leaders à la Conférence des Nations unies sur les changements climatiques

### Groenland
- Dimanche 31 mai 2009 : aux élections législatives, le parti indépendantiste d'extrême gauche Inuit Ataqatigiit remporte une large victoire historique, détrônant les sociaux-démocrates du Siumut au pouvoir depuis 30 ans, selon des résultats définitifs publiés mardi.
- Samedi 6 juin 2009 : Arnaud Tortel et Charles Hedrich réalisent la jonction sans ravitaillement entre le Pôle Nord et le littoral groenlandais en 62 jours[4].

## Naissances en 2009
- 4 mai : Henrik de Danemark (2009)

## Annexe